# Troščine
Troščine este o localitate din comuna Grosuplje, Slovenia, cu o populație de 23 de locuitori.

## Istoric
Troščine avea nouă case și o populație de 49 în 1936. Înainte de cel de-al doilea război mondial, economia satului era bazată pe agricultură și vânzarea de bovine, porci, lemn și lemn de foc. La 20 martie 1943, organele a cinci bărbați uciși, cunoscuți sub numele de victimele Dobrunjei și Bizovik, au fost descoperite îngropate în pădurea Krčmar (Slovene: Krčmarjeva hosta) la sud de Troščine.

## Biserică

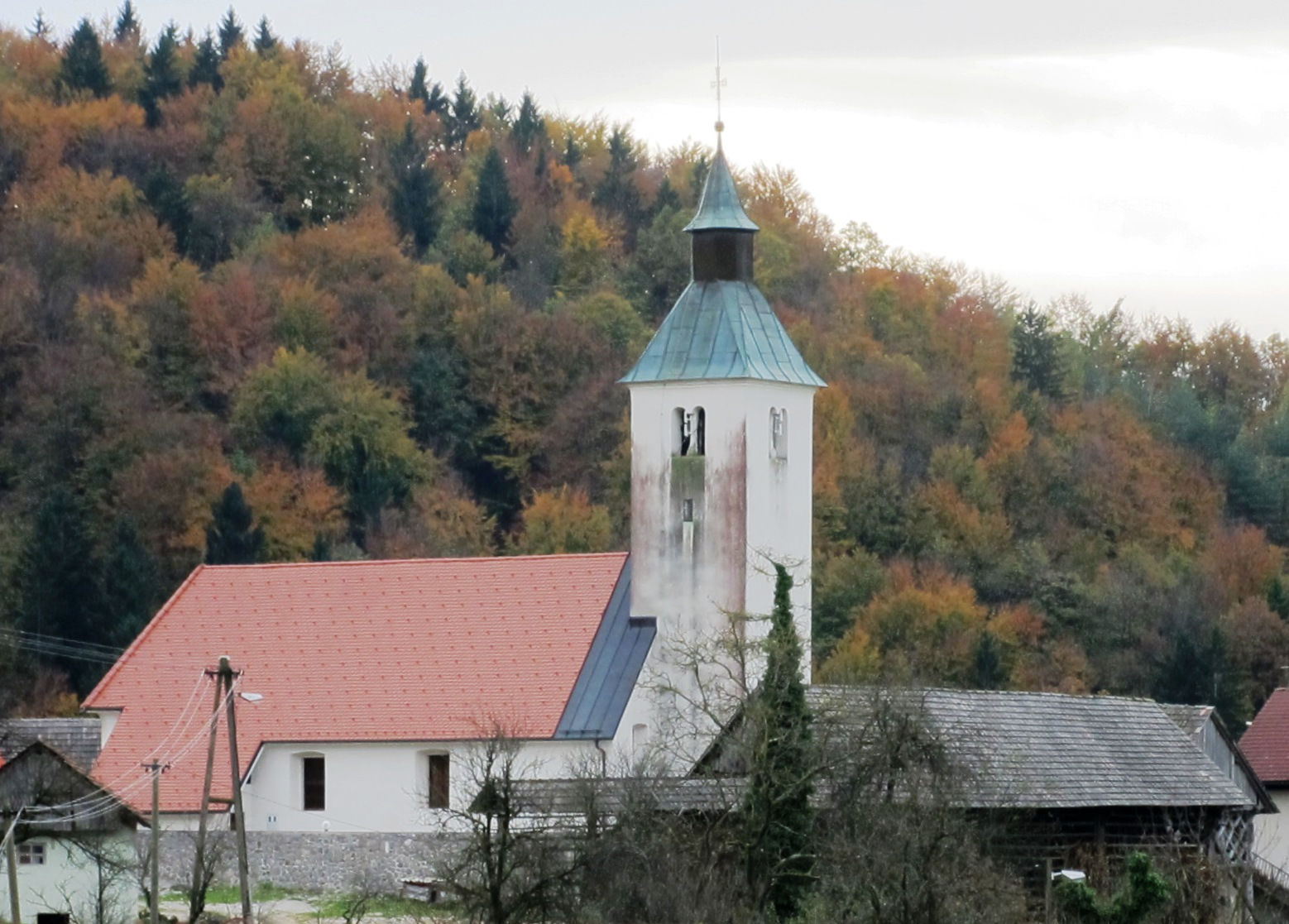
Biserică din satul Troščine

Biserica locală este dedicată vizitei Maria și aparține parohiei din Polica. Este o clădire gotică cu o navă mai veche. A fost odată un traseu de pelerinaj la biserică. Biserica a fost refăcută și boltită în 1882: înainte de aceasta a avut un tavan din lemn în naosul vopsit cu motive de animale. Pe exteriorul bisericii se află o frescă care datează din 1444, ilustrând Sfântul Christopher; în spatele altarelor laterale se găsesc fresce de aceeași vârstă. Toate cele trei altare din biserică datează din prima jumătate a secolului al XVII-lea și le-au fost adăugate în secolul al XIX-lea. Există un cimitir lângă biserică.